# BZFlag
《BZFlag》 ( Battle Zone capture the Flag) 是三维第一人称坦克射击游戏。Chris Schoeneman原为SGI系列计算机编写，基于经典游戏 Battlezone。Tim Riker和一个团队维护现在的版本，而且已经开源了。这个项目的资源都在SourceForge.net。虽然以前位SGI 计算机运行的IRIX设计，现在已经支持Windows，Linux，Mac OS X，BSD，Solaris，和其他平台。
BZFlag相当流行，2004年12月11日，成为SourceForge.net第三个下载量突破100万的游戏项目。任何时候都有至少250个活动的服务器， 10-20%有玩家2008年10月31日，有21300多玩家在官方论坛注册。 任意时间都可以看到至少200多世界各地玩家在线。 BZFlag 曾是 SourceForge.net的 Project of the Month for April 2004。

## 综述

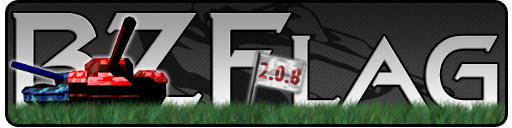
最新logo，2.0.8之后

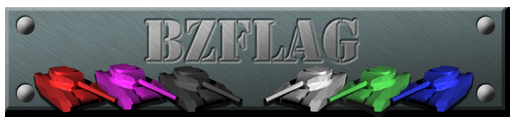
从2.0到2.0.7的短期

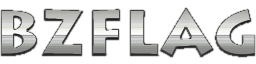
logo 1.10.x 以及之前

坦克可以跨过其他坦克，但不能穿越其他物件。破坏对手坦克是游戏基本，任何不同于自己颜色的坦克都是敌人。
游戏风格可以改变游戏目标。游戏风格是服务端决定，由服务端管理者选择。如果没有管理指定，那么目标就是杀死对立的坦克，称为"free for all"，简写为 "FFA"。
3种其他目标和与之相称的风格（共4种）:“夺旗模式”"capture-the-flag" ( "CTF") 夺取对话搜的旗帜带回己方基地； "rabbit chase" 任何猎人去破坏一个白色坦克，叫做"rabbit"； "King of the Hill"，坦克滞留在一定区域而不被杀死，"The King of the Hill"。
服务器自定义游戏模式和设置。包括信息过滤，反作弊。
世界各地都有彻夜不休的服务器，但主要的高峰期全天候服务器在美国。除了节假日，平时网上有250-300个服务器。

### 单纯
玩家以游戏单纯而高兴，图像到玩法。一切都是非常简朴的。有些比较复杂，如有些"旗帜"的效果，坦克性能调整都是为了更有趣的游戏。

### 传统发布组成
BZFlag包括三个程序：
- BZFS - 服务端
- BZFlag - 客户端
- BZAdmin - 轻量级控制台程序

手册（使用 *nix Manpage格式），数据文件和配置文件生成器（HTML）辅助建立服务器。 Microsoft Windows版本中，BZFS开始就有默认设置。

### 翻译
除了英语，BZFlag使用12种语言：捷克语，丹麦语，挪威语，德语，Leet，西班牙语，法语，意大利语，刚果语，立陶宛语，波兰语，瑞典语，北美乡间语言。

### 组队
可以加入4种颜色队伍，可以作为一个'流氓(rogue)'或者观察者。观察者不能玩，但是可以四处移动，显示在积分版。红蓝紫绿4色。流氓没组：可以胡乱攻击。使用灰色窗口，黄色履带。
"free-for-all"中组队不重要。因为容易误杀，且无法照顾队友。
"rabbit-hunt"游戏中的"rabbit"对抗其他所有玩家——棕黄色的 "hunters"。
"capture-the-flag“中团队必要，但rogue也可以进入游戏（加入管理者允许），做什么都是自己的自由。
有些玩家不懂得组队，进入游戏后滥杀队友，故有些服务器设置屏蔽"ban"。

### 人工智能
BZFlag有两种人工智能：选择自动驾驶或者机器人。后者使用所有人类拥有的功能，但是它们不能对时机做出判断，比如选择性的跳跃－所有存活的久的bot往往是因为lag。

### 发行
BZFlag目前在GNU Lesser General Public License下发行，网站设在SourceForge，大部分Linux BSD发行版都有此游戏。

## 地图
BZFlag随机地图常见。

## 开发
BZFlag 使用 C++ 开发 OpenGL 渲染。音频和文件管理之类针对专门的系统编写。较新的版本使用SDL适应多数平台，除了Microsoft Windows。Texture使用PNG格式，音频使用WAV。C语言编写的Zlib解压档案。

### 开发者
开发者迅速增长，但是只有64人名单，比实际贡献者人数少很多。
Tim Riker进行主要维护兼之 David Trowbridge和Sean Morrison提供帮助。 原作者 Chris Schoeneman不再管理了。

### 官方IRC
使用IRC频道交流，设在[irc.freenode.net]名称为 #BZFlag。
#bzflag-chat 则是休闲些的话题。

### 地图
- Tim Riker (2006), http://bzflag.svn.sourceforge.net/viewvc/bzflag/branches/v2_0branch/bzflag/man/bzw.5.in?revision=12251&view=markup%5B%5D, June 24, 2007 (SVN revision 12251)

### 历史
- Chris Schoeneman (1997), https://web.archive.org/web/19970618014437/http://reality.sgi.com/crs/bzflag_history.html, January 29, 2005
- Chris Schoeneman (2003), http://bzflag.svn.sourceforge.net/viewvc/bzflag/branches/v2_0branch/bzflag/doc/guide/History.xml?revision=12251&view=markup%5B%5D, June 24, 2007 (SVN revision 12251)

### 旗帜
- Tim Riker (2006), http://bzflag.svn.sourceforge.net/viewvc/bzflag/branches/v2_0branch/bzflag/man/bzflag.6.in?revision=12251&view=markup%5B%5D, June 24, 2007 (SVN revision 12251)